# Ватарі (Міяґі)

38°2′16″ пн. ш. 140°51′10″ сх. д. / 38.03778° пн. ш. 140.85278° сх. д.
Вата́рі (яп. 亘理町, わたりちょう, МФА: [wataɾʲi t͡ɕoː]) — містечко в Японії, в повіті Ватарі префектури Міяґі. Станом на 1 жовтня 2008 площа містечка становила 73,21 км². Станом на 1 січня 2009 населення містечка становило 34 955 осіб.